# Argent de poche

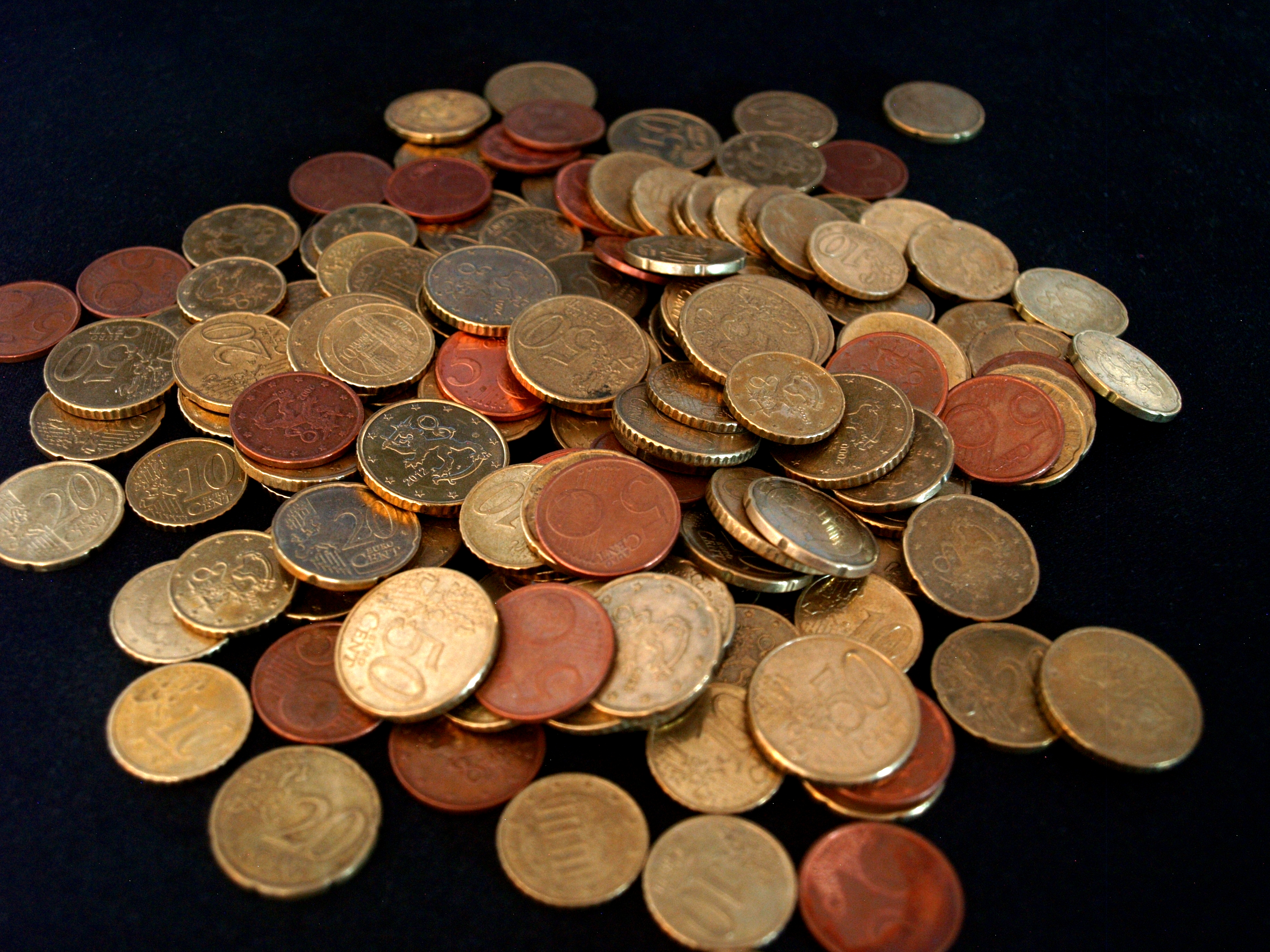
Petite monnaie pour de l'argent de poche.

Pour l’article homonyme, voir L'Argent de poche.
L'argent de poche est une somme d'argent de faible montant que certains parents versent à un enfant dont ils ont encore la charge, généralement en espèces, afin qu'il puisse pourvoir à des besoins non essentiels qui ne sont pas déjà assumés par le ménage. Elle peut être versée de manière régulière (par exemple toutes les semaines ou tous les mois) ou pour une occasion particulière (anniversaire, fêtes).
L'argent de poche n'existe pas dans toutes les familles (ainsi, selon un sondage de l'institut CSA en 2006, 41 % des 7-10 ans et 60 % des 14-15 ans en reçoivent en France) et l'âge, le sexe et le milieu socio-économique ont une influence sur la distribution et l'utilisation de l'argent de poche. Par ailleurs, certains parents ne versent de l'argent de poche à leur enfant qu'à la condition qu'il ait accompli une tâche ménagère ou ait de bons résultats scolaires, afin de lui inculquer ce qu'ils jugent être le sens des responsabilités. Les parents peuvent également considérer l'argent de poche comme un moyen d'enseigner à leur enfant la gestion d'un budget et l'autonomie,.